# Gruba kreska
Gruba kreska – slogan polityczny wywodzący się z przemówienia premiera Tadeusza Mazowieckiego wygłoszonego w Sejmie kontraktowym 24 sierpnia 1989. Powiedział on:

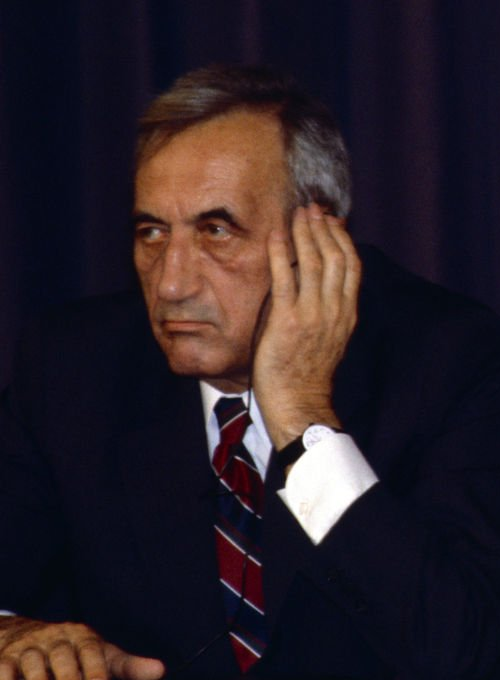
Tadeusz Mazowiecki (1990)

Rząd, który utworzę, nie ponosi odpowiedzialności za hipotekę, którą dziedziczy. Ma jednak ona wpływ na okoliczności, w których przychodzi nam działać. Przeszłość odkreślamy grubą linią. Odpowiadać będziemy jedynie za to, co uczyniliśmy, by wydobyć Polskę z obecnego stanu załamania.

Zdanie „Przeszłość odkreślamy grubą linią” zostało następnie użyte jako tytuł przedruku całego przemówienia w dzienniku „Gazeta Wyborcza”.

## Interpretacje
Według Tadeusza Mazowieckiego te słowa oznaczały odcięcie się rządu od poprzedniego systemu politycznego Polski i funkcjonujących w nim władz.
Natomiast jego przeciwnicy, skupieni początkowo wokół Lecha Wałęsy, a następnie wokół rządu Jana Olszewskiego interpretowali „grubą kreskę” jako symbol niechęci wobec historycznych rozliczeń, lustracji i dekomunizacji oraz akceptację wobec funkcjonowania środowisk postkomunistycznych w polskiej polityce oraz gospodarce (uwłaszczenie nomenklatury). W ich opinii obóz wywodzący się z „Solidarności” uległ podziałowi na zwolenników „grubej kreski”, do której zaliczano środowiska popierające Tadeusza Mazowieckiego, związane z „Gazetą Wyborczą”, a także skupione w Unii Demokratycznej, a po odwołaniu rządu Jana Olszewskiego także środowiska popierające prezydenta Lecha Wałęsę i rząd Hanny Suchockiej oraz przeciwników „grubej kreski”, do których zaliczano środowiska popierające rząd Jana Olszewskiego, a po jego odwołaniu, skupione w Porozumieniu Centrum i Ruchu dla Rzeczypospolitej. Adam Michnik, redaktor naczelny Gazety Wyborczej, odrzucał te oskarżenia.
Zwolenników tak rozumianej „grubej kreski” oskarżano m.in. o pobłażliwość wobec zbrodni komunistycznych i ich przemilczanie, deformowanie świadomości historycznej Polaków, torpedowanie lustracji, tolerowanie udziału dawnych agentów SB i innych służb specjalnych PRL, a także dawnych działaczy PZPR (Aleksander Kwaśniewski) w życiu publicznym, politycznym i gospodarczym.
Określenie „gruba kreska” w świadomości części społeczeństwa polskiego funkcjonuje jako określenie pobłażliwości wobec byłych działaczy politycznych PRL i podległych im służb bezpieczeństwa wbrew zapewnieniom Tadeusza Mazowieckiego, że nie było w tym sformułowaniu intencji jakiejkolwiek bezkarności dla osób działających w poprzednim ustroju, przed tak zakreśloną cezurą czasową.